# Esteban Ocon
Esteban José Jean-Pierre Ocon-Khelfane, mais conhecido como Esteban Ocon (Évreux, 17 de setembro de 1996) é um piloto francês de automobilismo que atualmente compete na Formula 1 pela equipe Haas.
Ele fez sua estreia na Fórmula 1 pela equipe Manor Racing no Grande Prêmio da Bélgica de 2016, substituindo Rio Haryanto. Ocon fez parte do programa de desenvolvimento de pilotos da Mercedes. Ele se juntou a equipe Mercedes em tempo integral como seu piloto reserva para a temporada de 2019. Em 1 de agosto de 2021, conquistou sua primeira vitória na categoria ao vencer o Grande Prêmio da Hungria com a equipe Alpine. Antes de sua carreira na Fórmula 1, Ocon foi campeão da Fórmula 3 Europeia em 2014 e campeão da GP3 Series em 2015.

## Biografia
Esteban José Jean-Pierre Ocon-Khelfane nasceu em Évreux, Normandia, sendo o único filho de Sabrine Khelfane e Laurent Ocon, um mecânico que possui uma garagem em Évreux. Ocon tem ascendência argelina, por via materna, e espanhola, por via paterna uma vez que a família de seu pai vem de Málaga. Sua família é de classe média e teve que vender a própria casa e viver em uma van para financiar sua carreira no cartismo, com o piloto afirmando anos depois que sem o apoio da Mercedes, ele estaria "fritando hambúrgueres no McDonalds".
Ocon cresceu próximo de Charles Leclerc, Anthoine Hubert e Pierre Gasly, que chegaram a ser seus amigos de infância, e se autointitulavam "Os Quatro Mosqueteiros". Sobre Gasly, Ocon declarou que foi o pai dele que concedeu ao futuro piloto da Red Bull uma chance de experimentar o kart de Esteban. Mas ele e Gasly se afastaram durante a adolescência e o avanço de suas carreiras automobilísticas. Já Hubert, que faleceu em um acidente na prova de Spa-Francorchamps da Fórmula 2 em 2019, foi lembrado com carinho por Ocon quando ele competiu na Renault em 2020, já que Hubert foi apadrinhado pela marca francesa, com Ocon dizendo que Hubert "teria adorado" ver as boas atuações recentes da equipe.
No entanto, Ocon conseguiu manter a amizade de Lance Stroll, chegando a defender o canadense de ataques de seus próprios fãs quando o pai deste, Lawrence Stroll, comprou a equipe que Ocon defendia e o deixou sem vaga para correr na F1.
Ocon teve um relacionamento com a modelo e influencer italiana Elena Berri entre 2018 e 2023. Posteriormente, ele assumiu a relação com Flavy Barla, modelo e estudante de medicina.

## Carreira

### Kart
Ocon começou no kart aos nove anos de idade, vencendo três campeonatos nacionais e terminando em segundo no WSK Euro Series entre 2006 e 2011. Nessa época, ele começou a enfrentar outros pilotos que viriam a ser seus colegas da F1, como Pierre Gasly, Charles Leclerc, Alexander Albon, Max Verstappen e George Russell, além de Anthoine Hubert.

### Fórmula Renault
Ele foi para os monopostos em 2012, competindo na Eurocopa de Fórmula Renault 2.0. A caminho do 14º lugar na classificação final, Ocon subiu ao pódio em seu circuito em casa – Paul Ricard. No ano seguinte, ele venceu na mesma pista e ficou em terceiro no campeonato, somando 159 pontos e sendo superado pelo britânico Oliver Rowland, que fez 20 pontos a mais e foi o vice-campeão, e por seu compatriota e velho rival do kart Pierre Gasly, o campeão da temporada, que fez 36 pontos a mais do que Ocon.

### Fórmula 3 Europeia

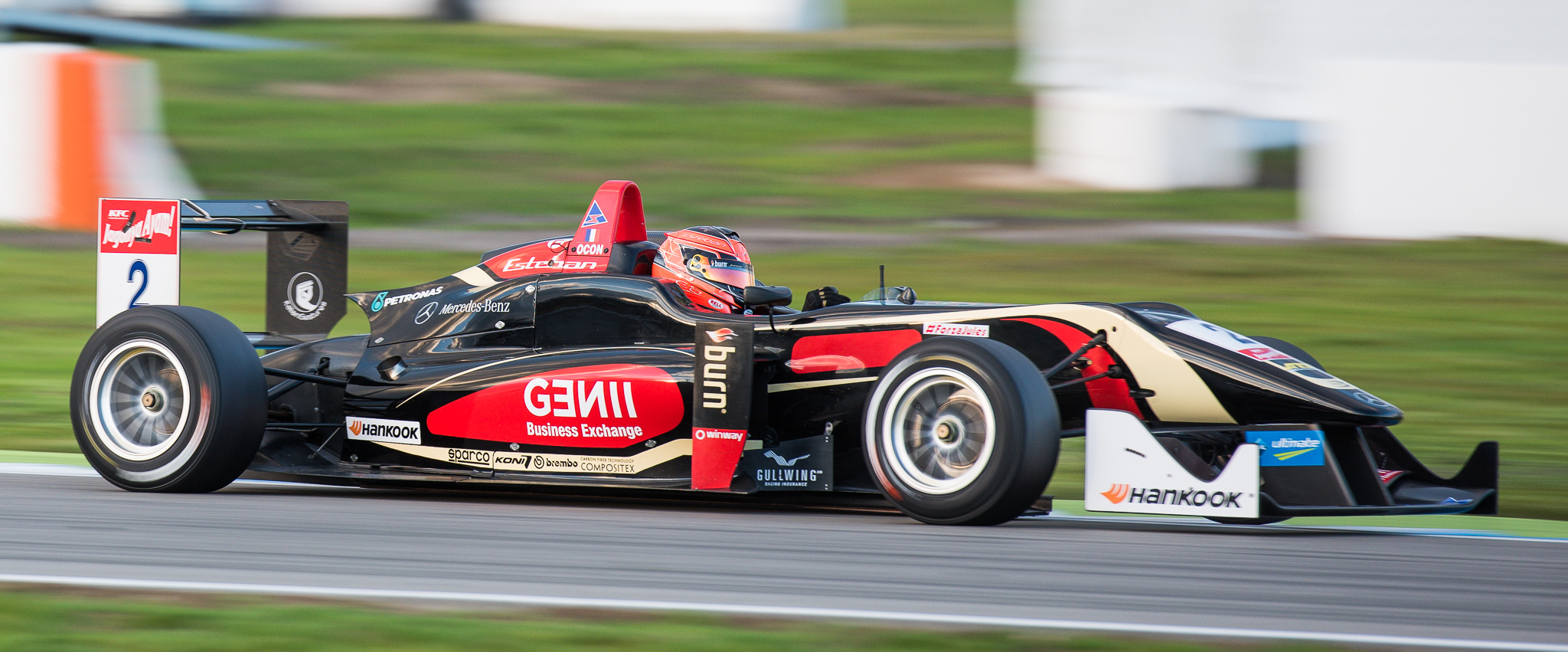
Esteban Ocon na Fórmula 3

Em 2014, Ocon competiu na Fórmula 3 Europeia pela equipe Prema Powerteam, sendo companheiro do italiano Antonio Fuoco, do neerlandês Dennis van de Laar e do canadense Nicholas Latifi.
Ele disputou o título com o britânico da Carlin Tom Blomqvist e com o neerlandês Max Verstappen, que corria na Van Amersfoort Racing. Ocon e Verstappen rivalizaram no número de vitórias, com o francês vencendo nove vezes e o neerlandês tendo um triunfo a mais do que ele, mas Ocon esteve na liderança desde a primeira rodada, e só precisou administrar a vantagem e se manter à frente de Verstappen e de Blomqvist para coroar o título com um terceiro lugar em Ímola, com uma etapa de antecipação. Ao final da temporada, Ocon somou 478 pontos, 58 a mais do que Blomqvist, que ficou com o vice, e 67 a mais do que Verstappen, que teve vários abandonos e foi o terceiro colocado.

### GP3 Series
Em 2015, Ocon competiu na GP3 Series pela equipe ART Grand Prix, correndo ao lado do alemão Marvin Kirchhöfer e do mexicano Alfonso Celis Jr. em algumas rodadas. O francês teve como rivais na disputa do título o seu próprio companheiro Kirchhöfer e Luca Ghiotto, italiano da Trident. Em número de vitórias, os dois estavam em vantagem, por terem triunfado cinco vezes enquanto Ocon conquistou apenas uma vitória, na corrida de abertura da temporada em Barcelona.
No entanto, o francês teve 14 pódios, o maior número da temporada, que incluiu uma sequência de nove segundos lugares consecutivos entre a corrida 2 em Silverstone e a corrida 2 em Sochi, que só foi interrompida com outro pódio: o terceiro lugar na corrida 1 do Barém. Ocon marcou pontos em todas as 18 corridas, nunca ficando abaixo da sétima colocação, exceto em uma: a corrida 2 do Red Bull Ring, na qual foi desclassificado. Assim, ele foi campeão da temporada após a última corrida em Abu Dhabi, na qual foi o terceiro colocado, acumulando 253 pontos e superando o vice Luca Ghiotto por oito pontos.

### DTM
Ocon disputou a DTM pela Mercedes em 2016, conciliando isso com o posto de reserva da Renault. Nas dez provas disputadas, o melhor resultado do francês foi o nono lugar na corrida 1 de Zandvoort, que lhe renderam dois pontos, seus únicos na categoria. Ele deixou a DTM para correr na F1, sendo substituído por Felix Rosenqvist para as oito provas restantes.

## Fórmula 1
Esteban foi piloto de testes da Lotus em 2014 e substituiu Romain Grosjean no primeiro treino livre para o Grande Prêmio de Abu Dhabi, encerramento da temporada. Ele fez um tempo bastante respeitável, apenas 0.3s mais lento do que Pastor Maldonado, que havia pilotado o carro o ano inteiro. Em seguida, veio a participação no teste pós corrida.
Ocon se tornou membro da Mercedes Junior Team em 2015, mesmo ano em que foi o piloto de testes da Force India, ele conduziu o VJM08 no teste pós corrida em Barcelona durante esse período.
Em 2016, Ocon foi piloto de teste da Renault por empréstimo da Mercedes.

### Manor (2016)

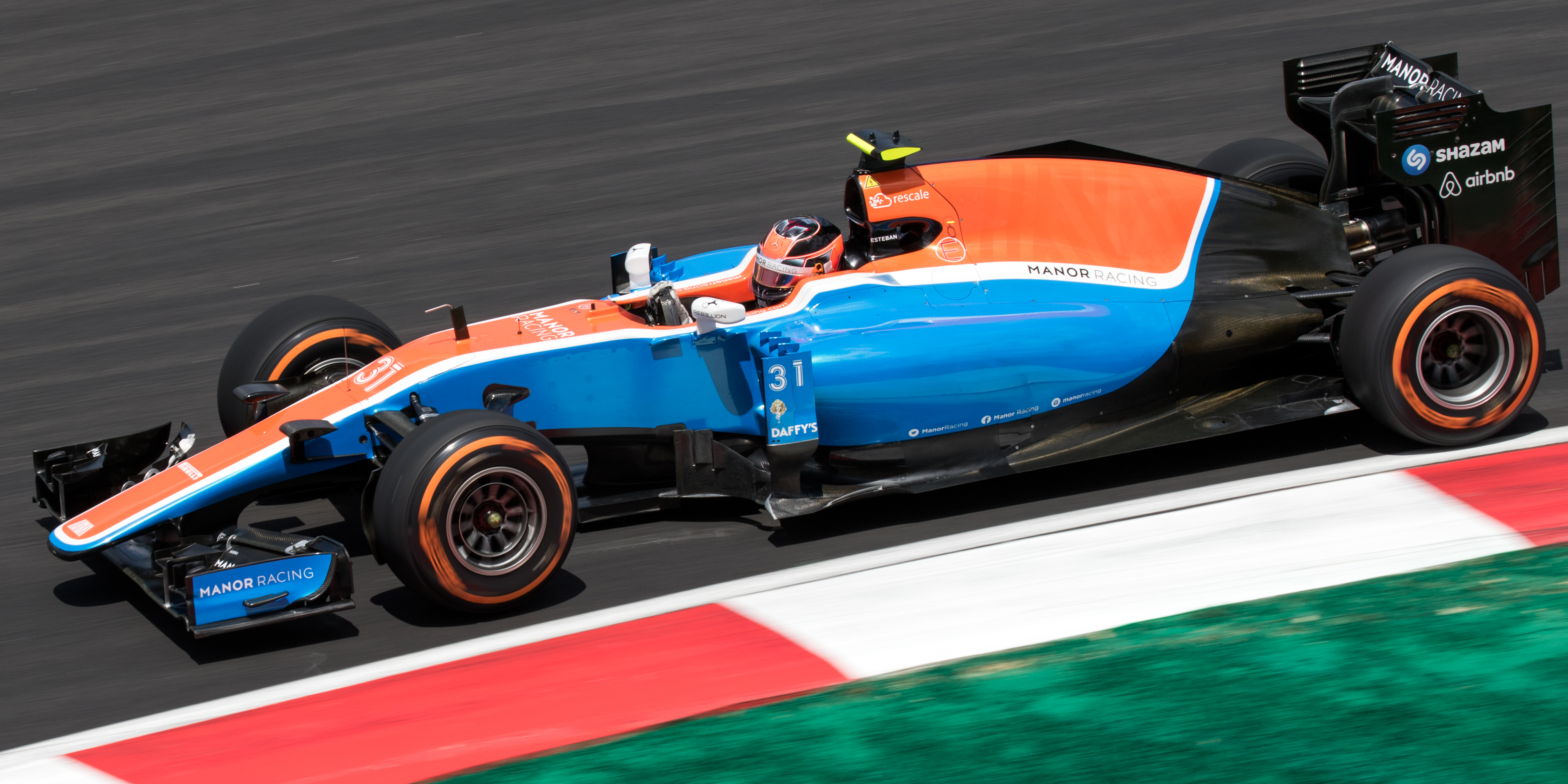
Ocon durante os treinos livres do GP da Malásia de 2016

A Manor anunciou no dia 10 de agosto de 2016 que encerrou o contrato do piloto indonésio Rio Haryanto por falta de pagamento e contratou Ocon para formar dupla com Pascal Wehrlein. Ocon teve como melhor posição na sua estreia na F1 um 12º lugar no chuvoso GP do Brasil, e ele foi o vigésimo terceiro colocado, não marcando nenhum ponto.

### Force India (2017-2018)

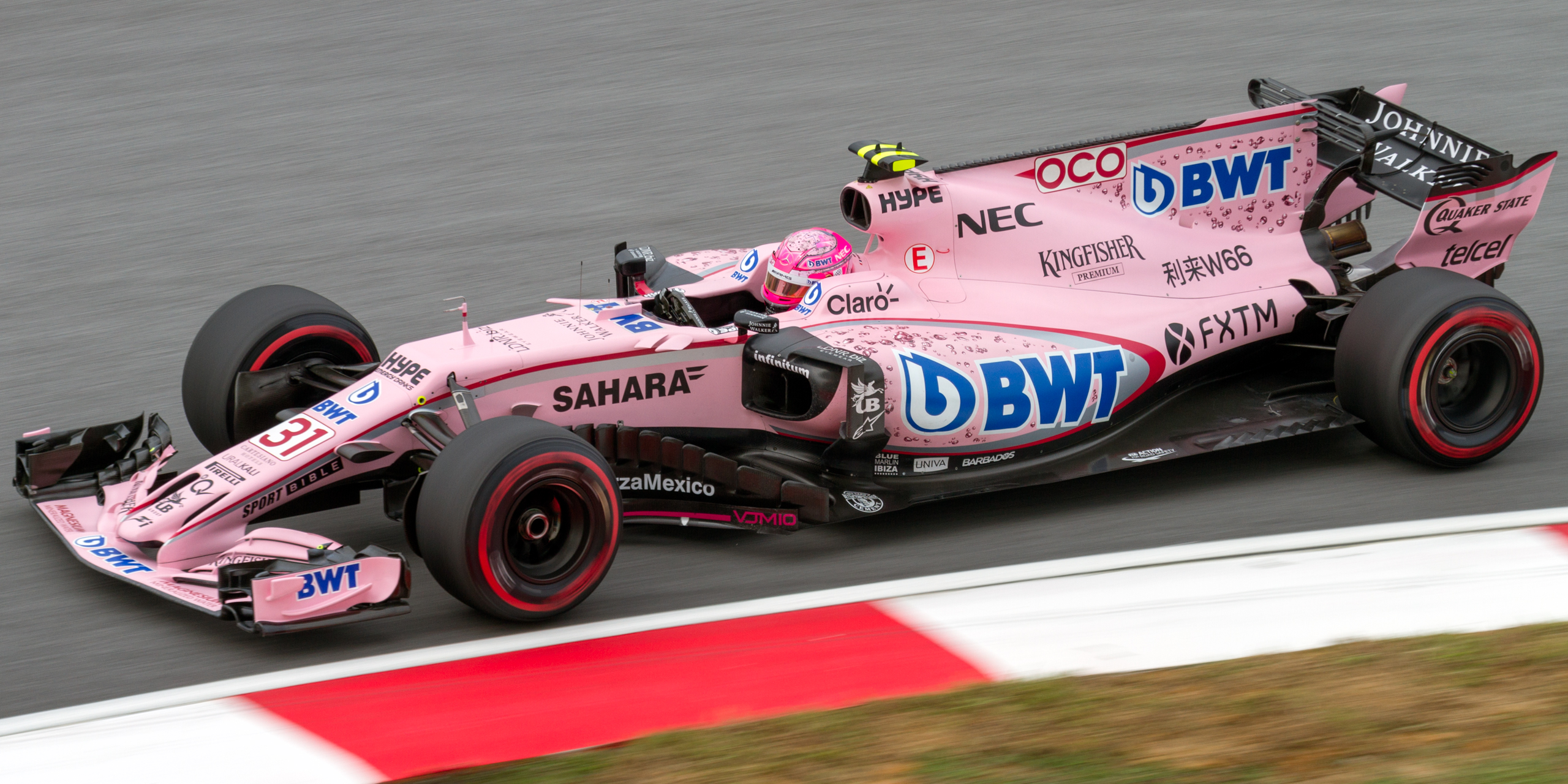
Ocon pilotando o VJM10 na Malásia em 2017

Em 10 de novembro de 2016, a Force India anunciou que Ocon seria o novo companheiro de Sergio Pérez na próxima temporada. O acerto de Ocon com a Force India teve uma influência direta da Mercedes. A escuderia alemã investe na carreira do piloto e o indicou à equipe anglo-indiana em troca de um desconto no fornecimento dos motores.
Em 26 de março de 2017, Ocon conquistou seus primeiros pontos na Fórmula 1 ao terminar em décimo lugar no Grande Prêmio da Austrália de 2017. Ele só não pontuou em duas etapas, teve como melhores resultados dois quintos lugares na Espanha e no México, e terminou a sua primeira temporada completa na F1 em oitavo lugar, com 87 pontos, treze a menos do que Pérez acumulou. Mas essa temporada também foi marcada pela tensão entre ele e seu companheiro de equipe. A dupla se envolveu em diversos incidentes durante o ano, com o francês chegando a dizer que o mexicano teria tentado "matá-lo" após tocar seu carro no GP da Bélgica.

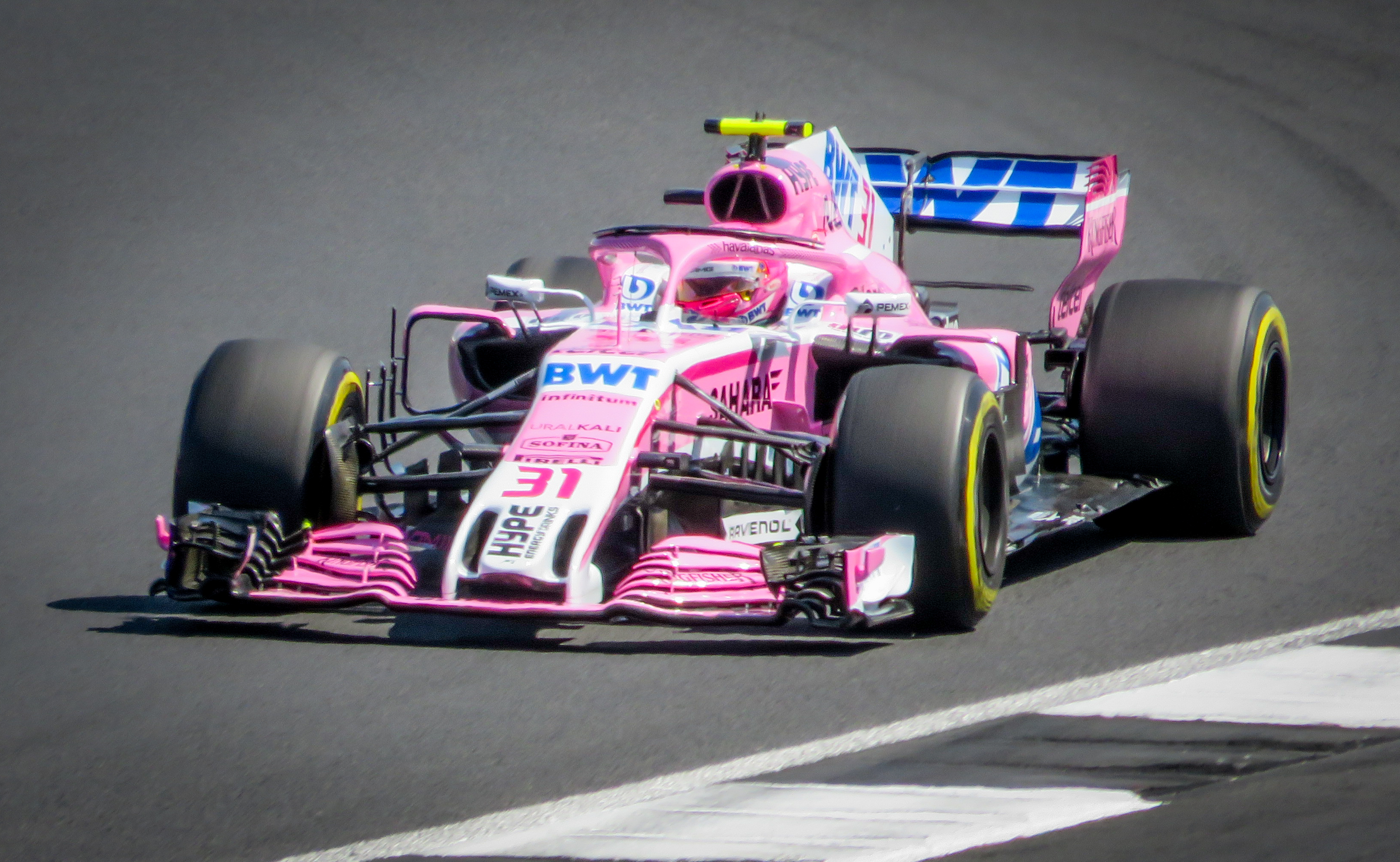
Ocon na Áustria em 2018

Em 2018, Ocon teve mais dificuldades de se manter nos pontos, por conta dos problemas internos da Force India, que passou a ter novos donos e a ser chamada de Racing Point no meio da temporada. Além disso, a relação entre ele e Pérez seguiu ruim, com os dois se envolvendo em várias colisões. Durante o Grande Prêmio do Brasil, Ocon foi protagonista do acidente com Max Verstappen, na famosa curva S do Senna, quando o holandês estava liderando a prova e Ocon era retardatário e vinha mais rápido que Verstappen e fez o mergulho no S e se chocou e tirando a liderança de Max, que terminou em segundo lugar. Com a batida, Ocon foi punido com um Stop and Go de 10 segundo. Na pesagem dos pilotos, Max empurrou Ocon e ambos foram a uma reunião com a FIA e Verstappen foi punido com dois dias de serviço voluntário.
Ocon foi dispensado antes do final da temporada, que ele finalizou no 12º lugar, com 49 pontos. No duelo com seu companheiro, o francês ficou quatro posições abaixo de Pérez, que fez 13 pontos a mais. Foi o último ano de Ocon na equipe, porque Lawrence Stroll, o novo dono da Racing Point, colocou seu filho Lance Stroll na vaga que era do francês, e escolheu manter Pérez.

### Mercedes (2019)
Sem vaga de titular na F1 para 2019. Ocon assumiu o posto de reserva da Mercedes, enquanto negociava seu retorno à categoria. Ele não participou de treinos livres, nem correu em outras categorias, optando por focar na F1. O francês relatou que chegou a negociar para substituir Valtteri Bottas em 2020, mas mesmo deixando o cargo ao final de 2019, ele seguiu vinculado à equipe.

### Renault (2020)

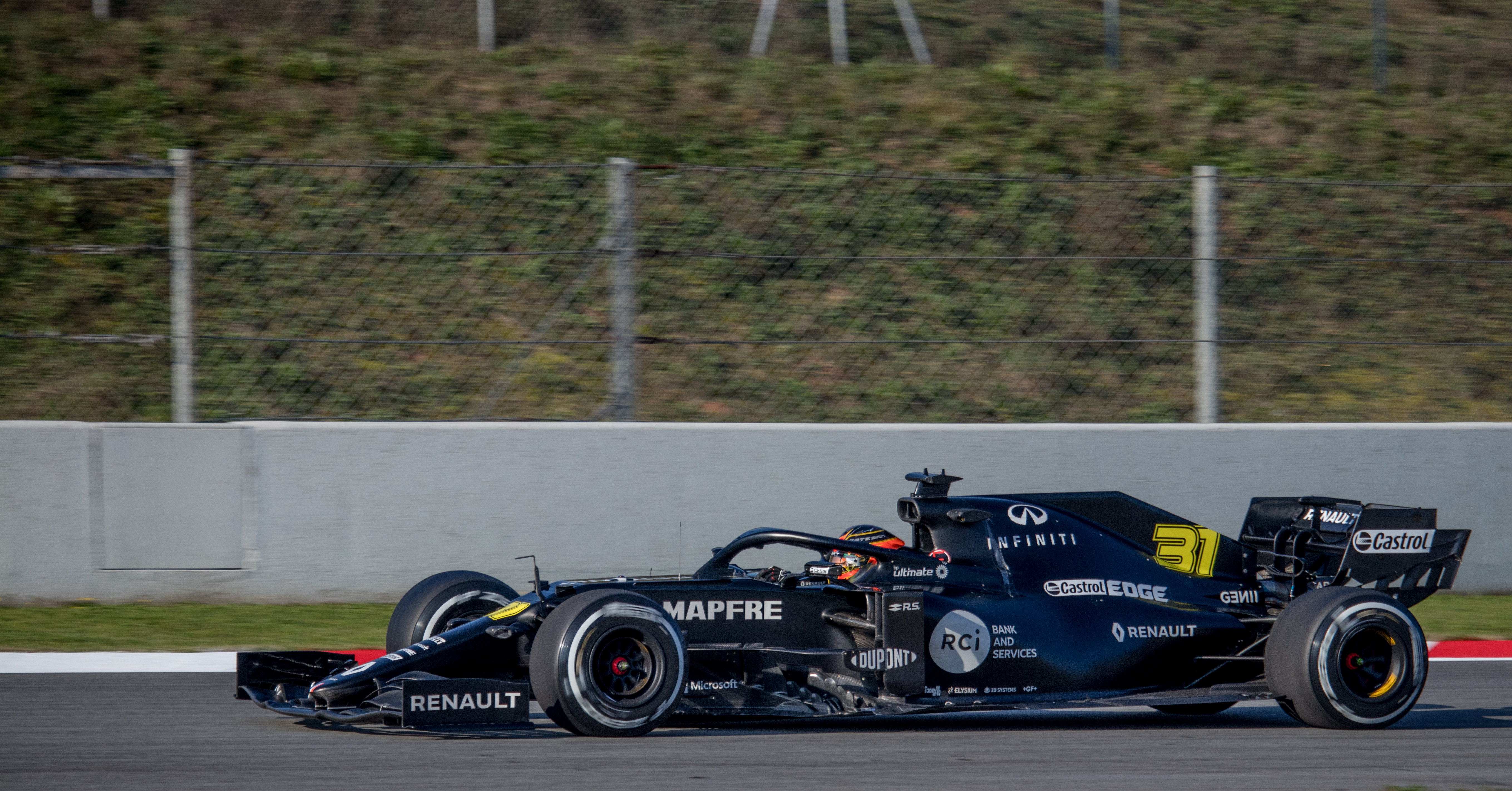
Ocon durante os testes de pré-temporada de 2020

No dia 29 de agosto de 2019, foi anunciado que Ocon correria pela Renault a partir da temporada de 2020, em um contrato de dois anos. Sua estreia na Renault marcou seu retorno à Fórmula 1 como piloto em tempo integral. Ele substituiu Nico Hülkenberg e fez parceria com Daniel Ricciardo. Ele teve problemas de confiabilidade com a Renault, mesmo assim, conseguiu pontuar em dez das dezessete etapas. E no dia 6 de dezembro de 2020, Ocon conquista seu primeiro pódio na Fórmula 1 no Grande Prêmio de Sakhir, quando chegou na segunda colocação. Ele finalizou o ano em 12º lugar, com 62 pontos, ficando bem atrás de Ricciardo, o quinto colocado, que fez quase o dobro de sua pontuação em 2020.

### Alpine (2021-2024)

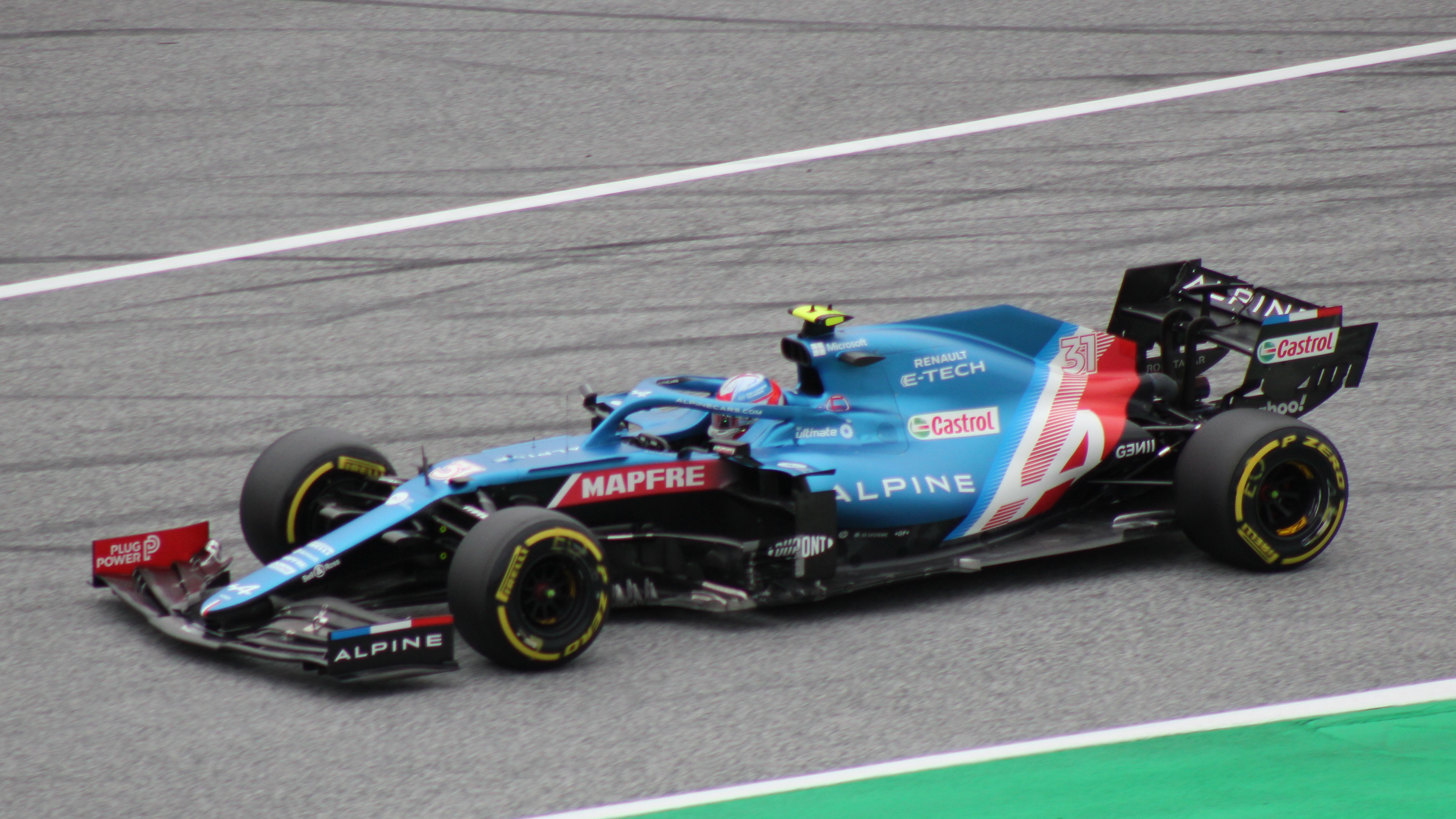
Ocon no GP da Áustria de 2021

A equipe Renault alterou seu nome para Alpine em 2021, mas o contrato de dois anos de Ocon continuou válido, e o francês ganhou a companhia do espanhol Fernando Alonso, que foi bicampeão pela Renault quinze anos antes. Em 16 de junho de 2021, foi anunciado que Ocon e Alpine haviam concordado com uma prorrogação do contrato e que ele continuaria competindo pela equipe até o final de 2024.

Em 1 de agosto de 2021, Ocon conquistou sua primeira vitória na categoria ao vencer o Grande Prêmio da Hungria, sendo esta também a primeira vitória da equipe Alpine. Esse resultado o ajudou a encerrar a temporada na décima primeira posição, com 74 pontos, sete a menos dos que Alonso, o décimo colocado, acumulara no ano.
2022 foi uma boa temporada de Ocon na Alpine, com o francês se firmando no meio do pelotão. O melhor resultado de Esteban foi um quarto lugar no Japão, e ele terminou o ano em oitavo, com 92 pontos, ficando uma posição acima de Alonso e fazendo onze pontos a mais que ele. Sobre seu desempenho, o francês se declarou satisfeito, afirmando ter feito "98% do trabalho" e se declarou sobrecarregado. Tais comentários se devem ao deterioramento da relação entre Ocon e Alonso, que deixou de ser amistosa após uma colisão na etapa brasileira, mas Esteban afirmou que o respeito pelo bicampeão mundial continuava.

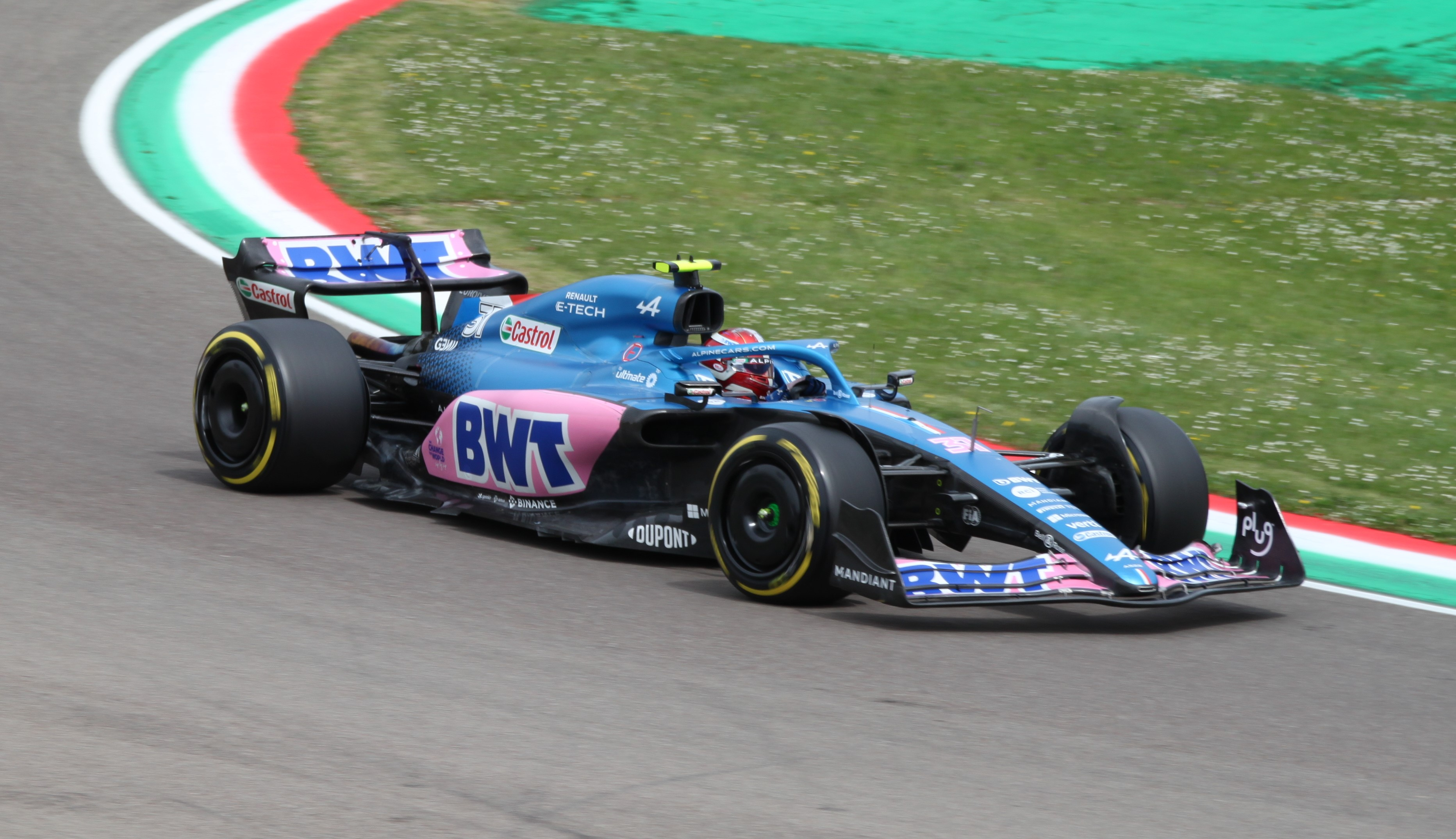
Esteban Ocon guiando o A522 no GP da Emília-Romanha de 2022

Em 2023, Ocon viu Alonso se despedir da equipe, migrando para a Aston Martin, e recebeu a chegada de seu compatriota e rival Pierre Gasly. Os dois franceses, que não tinham boa relação desde a base, deram declarações à imprensa de que trabalhariam juntos pelo bem estar da equipe. No primeiro ano da parceria, Ocon teve como ponto alto o terceiro lugar em Mônaco, mas teve mais dificuldades de lidar com a instabilidade da Alpine, abandonando seis vezes durante o ano. Ele também foi batido por Gasly em classificações, com o ex-Red Bull largando à frente 14 vezes, contra 9 do ex-pupilo da Mercedes. Na tabela do campeonato de pilotos, Ocon foi o décimo segundo e fez 58 pontos, quatro a menos do que Gasly, que ficou uma posição acima dele.

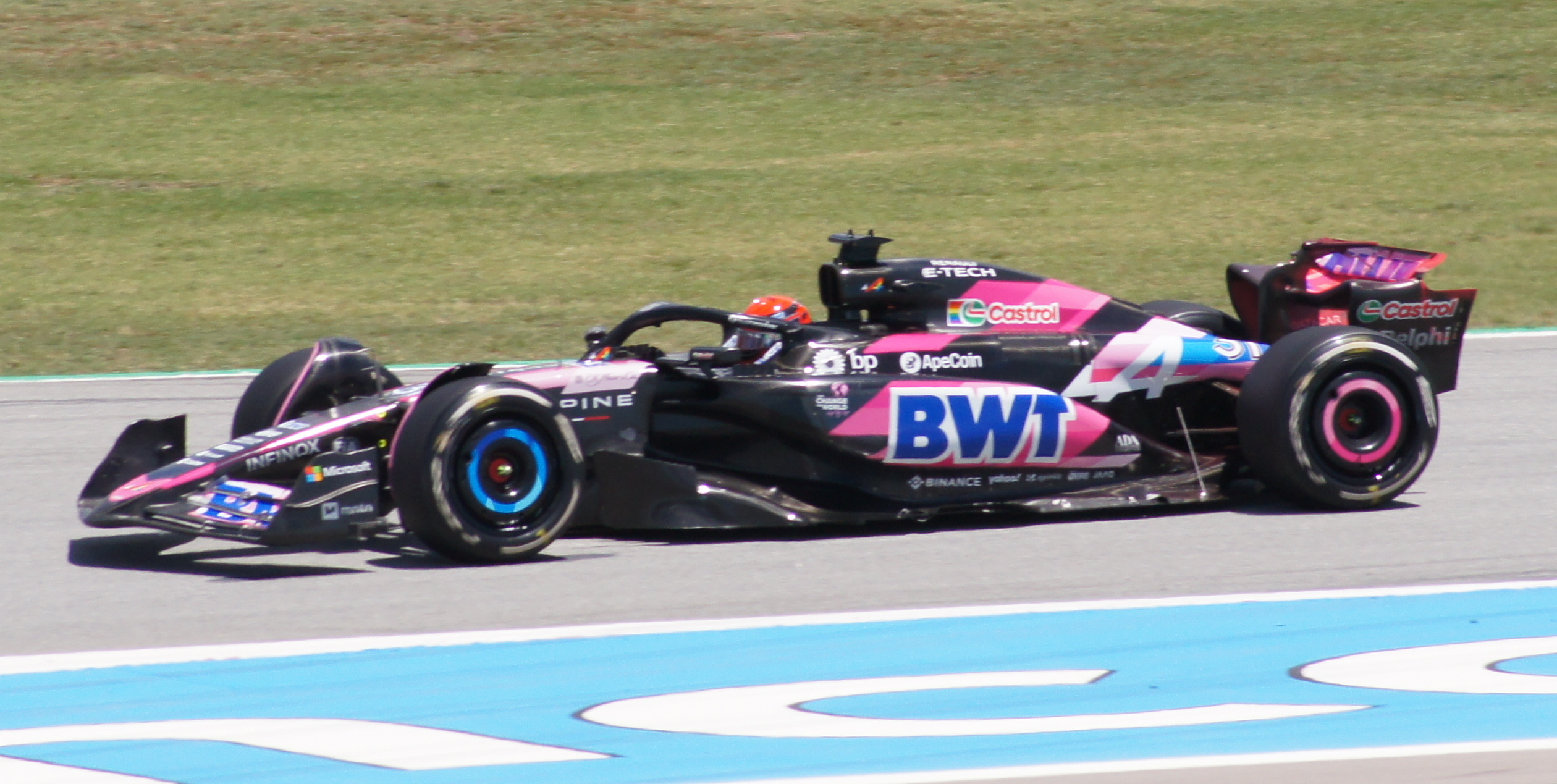
Ocon pilotando o A524 durante o GP da Espanha de 2024

Em 2024, as relações do piloto com a equipe francesa se deterioraram, com o mesmo se aplicando a Pierre Gasly, e Ocon já se oferecia abertamente para equipes como a Mercedes. Mas o estopim se deu na largada do Grande Prêmio de Mônaco, quando Ocon tentou ultrapassar Gasly na curva Portier, mas provocou uma batida que fez seu carro ser catapultado, causando danos em seu assoalho, um abandono precoce e uma punição de cinco posições para a corrida seguinte, no Canadá. A atitude de Ocon rendeu duras críticas de seu chefe de equipe, Bruno Famin, que afirmou que o francês tinha excedido completamente os limites e avisou que iria "tomar uma decisão difícil". Chegou-se a especular a substituição de Ocon pelo piloto reserva da Alpine, Jack Doohan, no Grande Prêmio do Canadá, mas isso foi negado. Em vez disso, a Alpine optou por anunciar que Ocon seria dispensado da equipe no final da temporada de 2024.
Mesmo assim, a equipe, juntamente com Ocon e Gasly tiveram um excelente resultado no GP de São Paulo, onde a dupla francesa conseguiu um lugar no pódio, com Ocon sendo o segundo colocado e Gasly o terceiro. Ocon ainda conseguiu liderar a prova por algumas voltas, até ser superado pelo vencedor Max Verstappen. Ao compartilhar o pódio, Ocon e Gasly se mostraram felizes e emocionados, com ambos relembrando a antiga amizade que eles tinham na infância e suas trajetórias difíceis naquele ano.
Mas pouco depois do Grande Prêmio do Catar, que Ocon abandonou na primeira volta após colidir com Nico Hülkenberg da Haas e Franco Colapinto da Williams, a Alpine anunciou o final do vínculo que havia com o piloto, e a equipe francesa antecipou a estreia de Doohan na etapa de Abu Dhabi.

### Haas (2025-)
Antes do Grande Prêmio da Bélgica de 2024, foi anunciado que Ocon se juntaria à Haas em um contrato plurianual para a temporada de 2025 e além. Ele fará parceria com o piloto novato britânico Oliver Bearman. Ocon iniciou seus trabalhos com a equipe norte-americana durante os testes de pós-temporada em Yas Marina. Em janeiro de 2025, Ocon, Bearman e Ritomo Miyata pilotaram o VF-23 durante testes no Circuito de Jerez.

## Resultados na carreira

### Resultados na Fórmula 1
Legenda: (Corridas em negrito indicam pole position); (Corridas em itálico indicam volta mais rápida)
| Temporada | Equipe                           | Chassis           | Motor                           | 1       | 2       | 3       | 4       | 5       | 6       | 7       | 8       | 9       | 10      | 11      | 12     | 13      | 14      | 15      | 16     | 17      | 18      | 19      | 20     | 21      | 22     | 23      | 24     | Class. | Pontos |
| --------- | -------------------------------- | ----------------- | ------------------------------- | ------- | ------- | ------- | ------- | ------- | ------- | ------- | ------- | ------- | ------- | ------- | ------ | ------- | ------- | ------- | ------ | ------- | ------- | ------- | ------ | ------- | ------ | ------- | ------ | ------ | ------ |
| 2016      | Manor Racing                     | Manor MRT05       | Mercedes PU106C 1.6 V6 t        | AUS —   | BAR —   | CHN —   | RUS —   | ESP —   | MON —   | CAN —   | EUR —   | AUT —   | GBR —   | HUN —   | ALE —  | BEL 16  | ITA 18  | SIN 18  | MAL 16 | JAP 21  | EUA 18  | MEX 21  | BRA 12 | ABU 13  |        |         |        | 23.º   | 0      |
| 2017      | Sahara Force India F1 Team       | Force India VJM10 | Mercedes M08 EQ Power+ 1.6 V6 t | AUS 10  | CHN 10  | BAR 10  | RUS 7   | ESP 5   | MON 12  | CAN 6   | AZE 6   | AUT 8   | GBR 8   | HUN 9   | BEL 9  | ITA 6   | SIN 10  | MAL 10  | JAP 6  | EUA 6   | MEX 5   | BRA Ret | ABU 8  |         |        |         |        | 8.º    | 87     |
| 2018      | Sahara Force India F1 Team       | Force India VJM11 | Mercedes M09 EQ Power+ 1.6 V6 t | AUS 12  | BAR 10  | CHN 11  | AZE Ret | ESP Ret | MON 6   | CAN 9   | FRA Ret | AUT 6   | GBR 7   | ALE 8   | HUN 13 |         |         |         |        |         |         |         |        |         |        |         |        | 12.º   | 49     |
| 2018      | Racing Point Force India F1 Team | Force India VJM11 | Mercedes M09 EQ Power+ 1.6 V6 t |         |         |         |         |         |         |         |         |         |         |         |        | BEL 6   | ITA 6   | SIN Ret | RUS 9  | JAP 9   | EUA DSQ | MEX 11  | BRA 14 | ABU Ret |        |         |        | 12.º   | 49     |
| 2020      | Renault DP World F1 Team         | Renault R.S.20    | Renault E-Tech 20 1.6 V6 t      | AUT 8   | EST Ret | HUN 14  | GBR 6   | 70 8    | ESP 13  | BEL 5   | ITA 8   | TOS Ret | RUS 7   | EIF Ret | POR 8  | EMI Ret | TUR 11  | BAR 9   | SKR 2  | ABU 9   |         |         |        |         |        |         |        | 12.º   | 62     |
| 2021      | Alpine F1 Team                   | Alpine A521       | Renault E-Tech 20B 1.6 V6 t     | BAR 13  | EMI 9   | POR 7   | ESP 9   | MON 9   | AZE Ret | FRA 14  | EST 14  | AUT Ret | GBR 9   | HUN 1   | BEL 7  | PBS 9   | ITA 10  | RUS 14  | TUR 10 | EUA Ret | CMX 13  | SAO 8   | CAT 5  | ARA 4   | ABU 9  |         |        | 11.º   | 74     |
| 2022      | Alpine F1 Team                   | Alpine A522       | Renault E-Tech RE22 1.6 V6 t    | BAR 7   | ARA 6   | AUS 7   | EMI 14  | MIA 8   | ESP 7   | MON 12  | AZE 10  | CAN 6   | GBR Ret | AUT 56  | FRA 8  | HUN 9   | BEL 7   | PBS 9   | ITA 11 | SIN Ret | JAP 4   | EUA 10  | CMX 8  | SAO 8   | ABU 7  |         |        | 8.º    | 92     |
| 2023      | Alpine F1 Team                   | Alpine A523       | Renault E-Tech RE23             | BHR Ret | SAU 8   | AUS 14† | AZE 15  | MIA 9   | MON 3   | ESP 8   | CAN 8   | AUT 147 | GBR Ret | HUN Ret | BEL 8  | NED 10  | ITA Ret | SIN Ret | JPN 9  | QAT 7   | USA Ret | MXC 10  | SAP 10 | LAS 4   | ABU 12 |         |        | 12º    | 58     |
| 2024      | Alpine F1 Team                   | Alpine A524       | Renault E-Tech RE24             | BHR 17  | SAU 13  | AUS 16  | JPN 15  | CHN 11  | MIA 10  | EMI 14  | MON Ret | CAN 10  | ESP 10  | AUT 12  | GBR 16 | HUN 18  | BEL 9   | NED 15  | ITA 14 | AZE 15  | SIN 13  | USA 18  | MXC 13 | SAP 2   | LAS 17 | QAT Ret | ABU NP | 14º    | 23     |
| 2025*     | Haas-Ferrari                     | Haas VF-25        | Ferrari                         | AUS 13  | CHN 5   | JPN 18  | BHR 8   | SAU 14  | MIA 12  | EMI Ret | MON 7   | ESP 16  | CAN 9   | AUT 10  | GBR 13 |         | HUN 16  | NED     | ITA    | AZE     | SIN     | USA     | MXC    | SAP     | LAS    | QAT     | ABU    | 7º*    | 27     |

Notas
* Temporada ainda em andamento.
† – O piloto não terminou a prova, mas foi classificado por ter completado 90% da corrida.